# Carrom

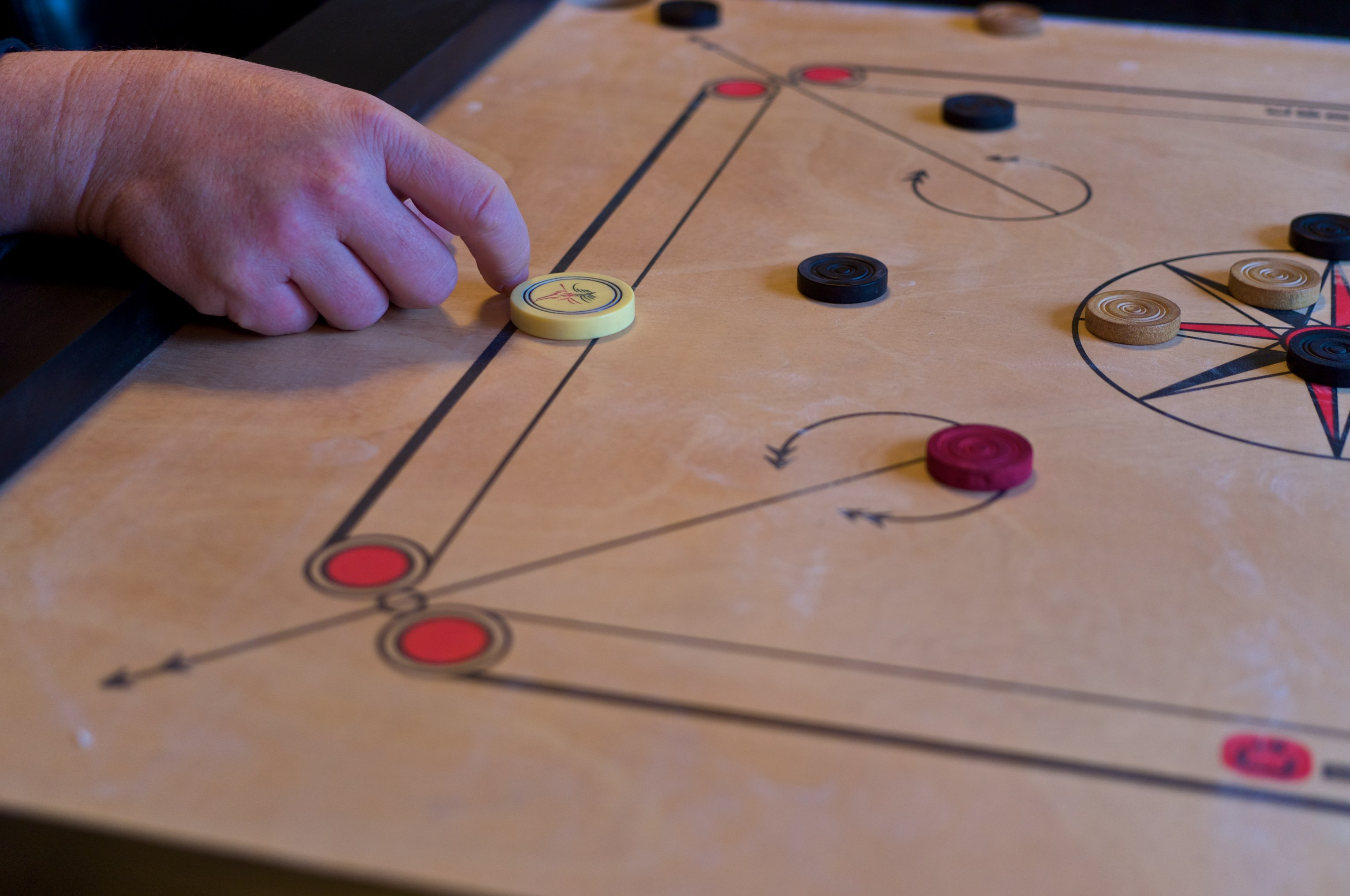
Med fingrarna knäpps den lite tyngre strikern iväg i syfte att skjuta ned den egna färgens puckar i någon av de fyra hörnfickorna

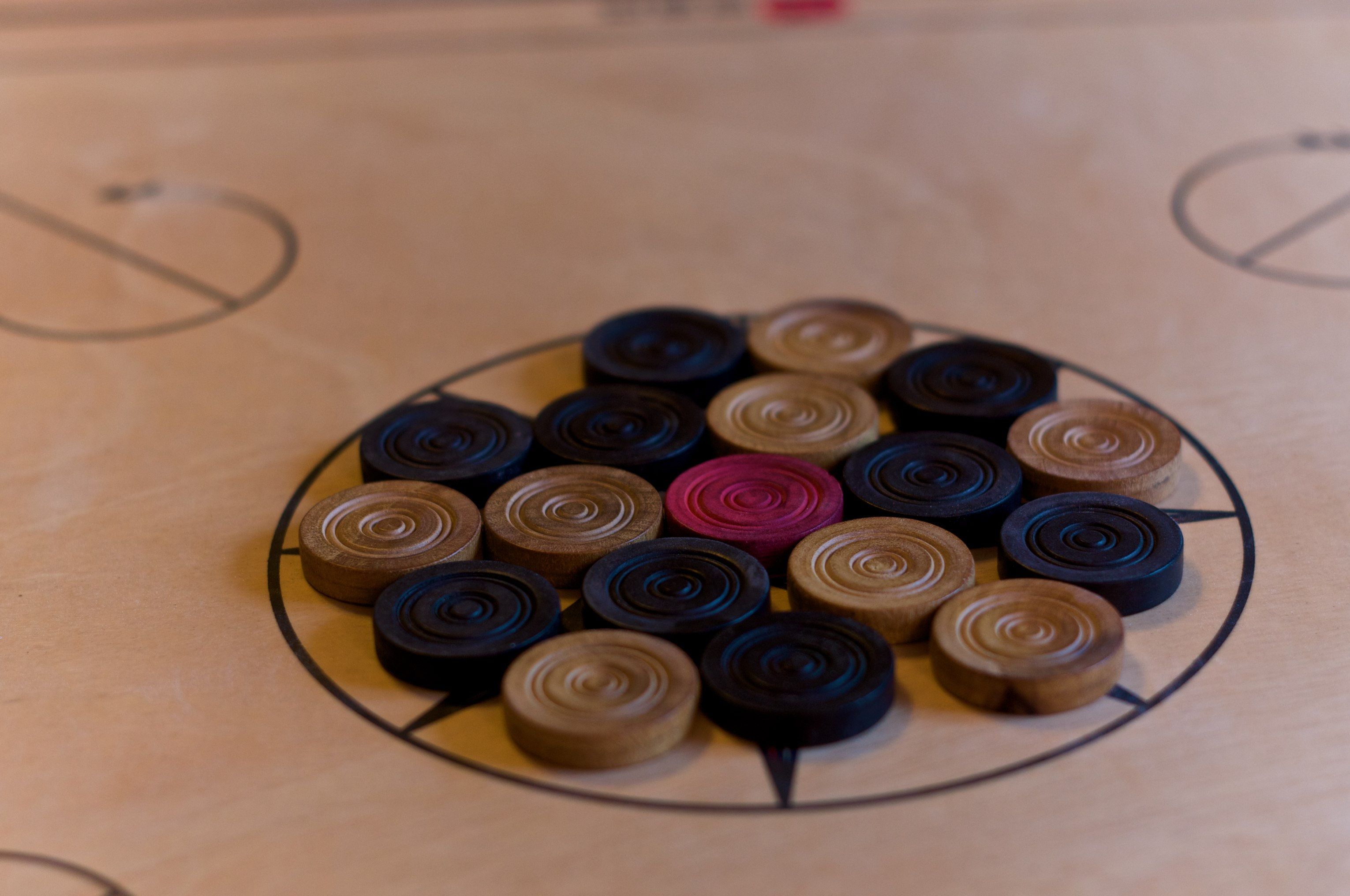
Startposition

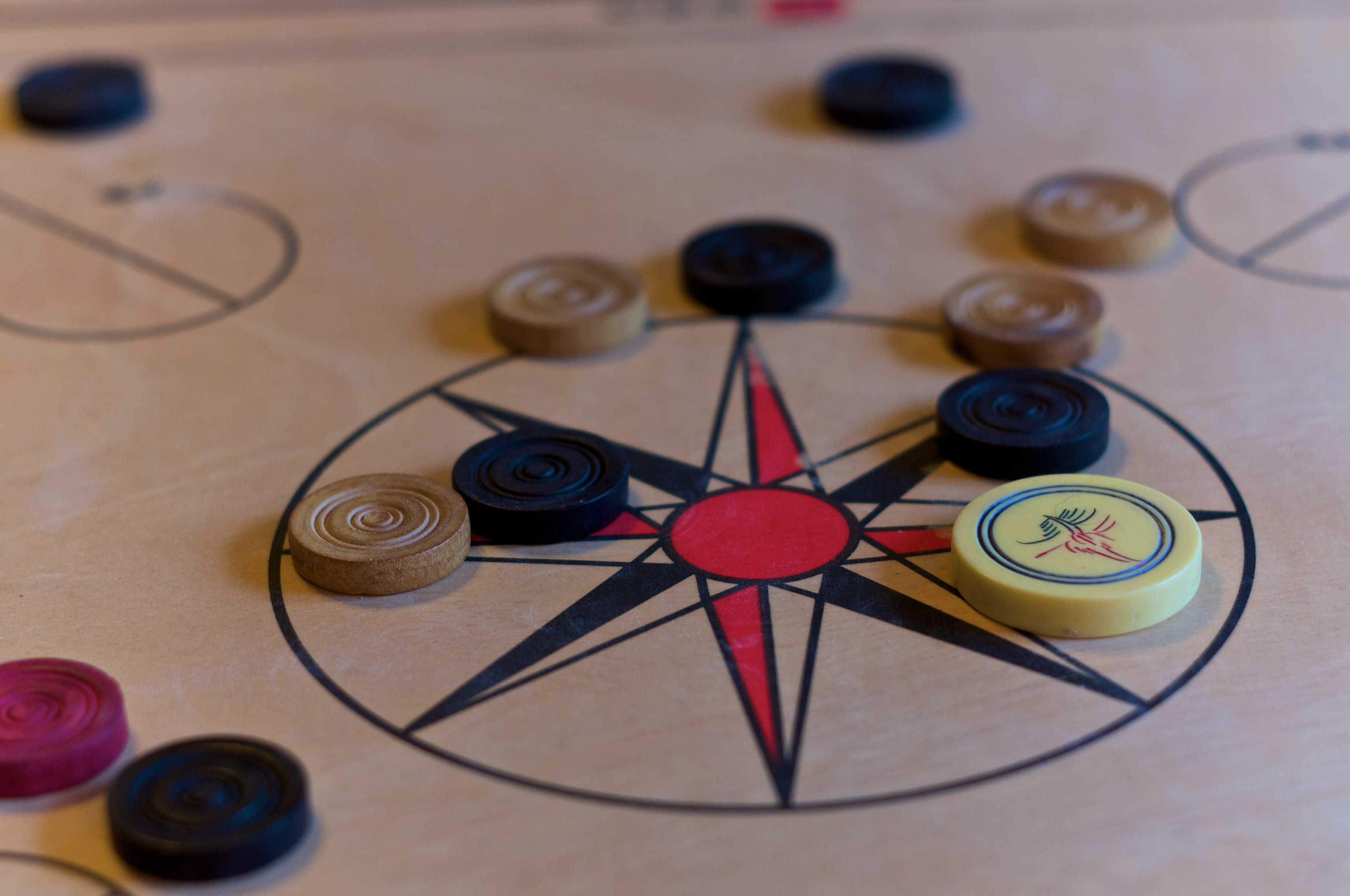
En position i spelet; röd puck kallas Dam och kan ge extra poäng.

Carrom är ett biljardliknande bordsspel som tros ha sitt ursprung i Indien. Målet är att sänka nio träpuckar i någon av fyra hörnfickor. Den ena spelaren har vita puckar, den andra har svarta. Med hjälp av fingrarna knäpper man iväg en så kallad striker, som motsvarar köbollen i snooker och biljardspel. Strikern träffar vid en lyckad stöt en puck som går ner i en ficka. En enklare variant av carrom är couronne som har enklare regler och utrustning. Tävlingsspel förekommer knappast i couronne men carrom tävlingsspelas i en allt större utsträckning runt om i världen.
I Asien är spelet väl utbrett och spelas på alla nivåer. I Europa är carrom på stark frammarsch. Det finns ett europeiskt carromförbund till vilket många enskilda länder är anslutna, bland annat Sverige. 2012 fanns två klubbar i Sverige, en i Stockholm och en i Malmö. Svenska Carromförbundet har till uppgift att underlätta för carromklubbar i Sverige och erbjuda dem möjlighet att delta i europeiska turneringar. Den årliga Euro Cup Carrom är den största europeiska turneringen. På Carromförbundet sker också en samordning av de enskilda klubbarnas aktiviteter såsom turneringsspel och träningsdagar.
Sverige vann en europeisk titel i Carrom 2015.

## Spelet

### Utrustning
Kvalitetsbräden kan kosta allt från några hundralappar upp till flera tusen kronor. Kända märken är Precise, Synco och Surco, som alla är godkända leverantörer till internationella tävlingar. För att ett bräde skall hålla länge är tjockleken viktig. För familjespel kan lite enklare varianter räcka långt då de varken flyttas eller spelas på så ofta. De enklare brädorna kostar några hundralappar.

### Bräde
Standardmåtten för spelytan på ett vanligt bräde är 74 gånger 74 centimeter. Omkring spelytan finns en träram som kan variera i tjocklek, ju tjockare desto mer studsar puckarna. Spelytan består av finpolerad plywood; nordeuropeisk björk anses finast. Kvalitetsbräden har mellan en och fyra centimeter tjock plywood för att få en snabb spelyta och många års hållbarhet. Inför ett spel pudras spelytan med ett speciellt pulver, carrom powder, som kan vara borsyrepulver eller någon form av vegetabilisk stärkelse. Speciellt framtaget pulver är dyrare men räcker längre och ger snabbare spelyta. En striker som knäpps iväg över brädan bör studsa mellan ramarna tre till fyra gånger om man skjuter med maximal kraft. Extremt snabba bräden ger fem till sex studsar.

### Spelpjäser
Varje spelare eller lag har nio puckar (på engelska carrom coins) med vit eller svart färg. Lottning avgör vem som börjar. Den som börjar har som mål att sänka de vita puckarna medan motståndaren skall sänka de svarta. Puckarna är tillverkade av trä och väger cirka tolv gram. Strikern är något tyngre och väger 15 gram. Strikern placeras på spelarens baslinje. Därifrån kan spelaren skjuta strikern mot en puck i syfte att sänka denna i en av hörnfickorna.

### Spelreglerna för Carrom
Två eller fyra personer kan spela ett parti carrom. Om två personer spelar sitter man mitt emot varandra. Vid fyra spelare är man uppdelade på två lag, där lagen sitter i nord och syd respektive öst och väst. Målet är att spelaren eller laget skall sänka de nio puckarna i sin egen färg innan motståndaren sänkt sina.
Carrompuckarna arrangeras som på bilden "Startposition" i mitten av brädet med den röda pucken (damen) på den röda mittpunkten. Spelaren måste sitta kvar på sin sida av brädet när den skjuter. Den första stöten är normalt en hård stöt för att spränga upp gruppen av puckar i mitten av brädet. Innan den sista egna pucken sänks måste damen vara sänkt av någon spelare. Strikern knäpps iväg mot en puck med fingret. Om strikern har rätt vinkel och fart träffas pucken och sänks i en av de fyra hörnfickorna. En spelare behåller turen så länge den sänker minst en egen puck. Strikern kan skjutas mot puck av valfri färg. Exempelvis kan vit spelare skjuta strikern mot en svart puck som sedan träffar en vit och går i en hörnficka, detta kallas för en "skjuts".